# Andre Drummond
Andre Jamal Drummond, född 10 augusti 1993 i Mount Vernon i New York, är en amerikansk professionell basketspelare (C) som spelar för Philadelphia 76ers i National Basketball Association (NBA). Han har tidigare spelat för Detroit Pistons, Cleveland Cavaliers, Los Angeles Lakers, Brooklyn Nets och Chicago Bulls.
Drummond draftades av Detroit Pistons i första rundan i 2012 års draft som nionde spelare totalt.
Innan han blev proffs studerade Drummond vid University of Connecticut och spelade för deras idrottsförening Connecticut Huskies.